# Система єдиного неперехідного голосу
Система єдиного неперехідного голосу (англ. Single non-transferable vote) — напівпропорційна виборча система. Відповідно до системи створюються багатомандатні округи, в яких виборець має право проголосувати лише за одного кандидата з того чи іншого партійного списку, поданого в бюлетені. Обираються ті кандидати, які отримали більше голосів, залежно від числа мандатів у окрузі.
Перевага такої виборчої системи у тому, що вона враховує всі голоси, віддані за кандидатів і дозволяє виборцям голосувати за того, за кого вони справді хочуть, не керуючись принципом меншого зла, адже голос від одного кандидата може перейти до наступного з того самого партійного списку.